# Luis Sáenz Peña
Pour les articles homonymes, voir Peña (homonymie) et Sáenz.
Luis Sáenz Peña (né à Buenos Aires, le 2 avril 1822 - mort à Buenos Aires le 4 décembre 1907) est un avocat et homme politique argentin qui fut élu Président de la Nation.

## Biographie
Avocat diplômé de l'Université de Buenos Aires, il participa à l'Assemblée Constituante de 1860. Il fut plusieurs fois élu député national et sénateur. En 1882 il occupa une place au sein de la Cour Suprême de Justice de la province de Buenos Aires. Ultérieurement, il exerça la présidence de la Banque de la Province, la direction de l'Académie de Jurisprudence et un siège au Conseil Général de l'Education.
Le 12 octobre 1892 il fut consacré Président de la Nation. Affaibli par les divers soulèvements des radicaux, il présenta sa démission devant le Congrès le 23 janvier 1895, qui l'accepta. Son mandat passa alors à son vice-président José Evaristo Uriburu, qui le termina jusqu'en 1898.
Il est le père du président Roque Sáenz Peña.

## Réalisations de son gouvernement
- Création d'un code rural pour les territoires nationaux.
- Création de la Direction Générale des Statistiques de la République.
- Inauguration officielle de la belle avenue de Mai à Buenos Aires.